# Травиата (фильм-опера, 1968)
«Травиа́та» (итал. La Traviata) — художественный кинофильм, поставленный режиссёром Марио Ланфранки в 1968 году, экранизация одноимённой оперы Джузеппе Верди, в главной партии — Анна Моффо.

## Сюжет
Фильм-опера. Экранизация одноимённой оперы Джузеппе Верди. XIX век, Париж и его окрестности. На одной из вечеринок Виолетта Валери — известная парижская куртизанка — знакомится с влюблённым в неё молодым провинциалом Альфредом Жермоном. Эта встреча переворачивает её жизнь: Виолетта оставляет Париж и свою прежнюю жизнь и уезжает с Альфредом. Казалось бы, счастье совсем близко, однако приехавший отец Альфреда просит Виолетту оставить её сына. Убитая горем женщина, умирающая от чахотки, принимает нелёгкое решение оставить своего возлюбленного ради его семьи и его будущего.

## В ролях
- Анна Моффо — Виолетта Валери
- Франко Бонисолли[итал.] — Альфред Жермон
- Джино Бекки — Жорж Жермон
- Мафальда Микелуччи — Флора Бервуа
- Маурицио Пьяченти — маркиз д’Обиньи
- Артуро Ла Порта — барон Дюфоль
- Глауко Скарлини — виконт Гастон де Леторьер
- Джанна Лоллини — Аннина
- Афро Поли[итал.] — доктор Гренвиль
- Атос Чезарини — Джузеппе

## Музыканты
- Хор и оркестр Римской оперы
- Дирижёр: Джузеппе Патане[итал.]

## Съёмочная группа
- Режиссёры: Марио Ланфранки[итал.], Сандро Больчи
- Композитор: Джузеппе Верди
- Сценарий: Франческо Мария Пьяве (либретто оперы), Александр Дюма-сын (автор пьесы «Дама с камелиями»), Марио Ланфранки
- Оператор: Леонида Барбони
- Художники: Маурицио Монтеверде, Андреа Таккари, Альберто Версо

## Издание на видео
- Выпущен на DVD в 2003 году фирмой VAI.